# الاستشارة النفسية (مجلة)
مجلة الاستشارة النفسية (بالإنجليزية: The Counselling Psychologist)‏ هي مجلة أكاديمية تخضع لمراجعة الأقران تركز على الموضوعات المعاصرة في مجالات متنوعة مثل التعددية الثقافية والكفاءة بين الثقافات، وطرق البحث، وعلم النفس المهني، والتقييم، والاستشارات الدولية، والوقاية والتدخل، والصحة، والعدالة الاجتماعية، والتدريب والإشراف. وهذه المجلة عضو في لجنة أخلاقيات النشر [الإنجليزية]. رئيسة تحرير المجلة هي ليديا بي بوكي، حاصلة على درجة الدكتوراه من جامعة ميامي. صدر الأول من المجلة عام 1969 وتنشر حاليًا بواسطة الناشر سيج [الإنجليزية] بالاشتراك مع جمعية علم النفس الإرشادي، القسم السابع عشر من جمعية علم النفس الأمريكية.

## نطاق المجلة
تهدف مجلة الاستشارة النفسية إلى زيادة قاعدة المعرفة في علم النفس الإرشادي من خلال النقاش والتغطية الشاملة لمجالات البحث والممارسة الجديدة والمتطورة. هذه المجلة هي المنشور الرسمي لجمعية علم النفس الإرشادي (القسم 17) التابع لجمعية علم النفس الأمريكية. تركز المقالات على نظرية وبحث وممارسة علم النفس الإرشادي. بالإضافة إلى ذلك، تحتوي المجلة على منتديين، المنتدى الدولي ومنتدى التراث والتقاليد، والتي تسلط الضوء على المنح الدراسية التي تشمل السكان الدوليين وتوثق تاريخ مجال علم النفس الإرشادي، على التوالي.

## المستخلصات والفهرسة
تلخص مجلة علم النفس الإرشادي وتفهرست في مجموعة من قواعد البيانات: سكوبس، وفهرس الاستشهادات في العلوم الاجتماعية [الإنجليزية]. ووفقًا لتقارير الاستشهاد بالمجلات الأكاديمية، فإن عامل التأثير لعام 2017 هو 1.348، مما يجعلها 54 من أصل 82 مجلة في فئة "علم النفس التطبيقي''.

## روابط خارجية
- الموقع الرسمي
- الموقع الرسمي